# Honce
Honce (maďarsky Kisgencs, německy Gentsch, Gerlsdorf, do roku 1948 Genc nebo Genč) je obec na Slovensku v okrese Rožňava. V obci žije 336 obyvatel.

## Polohopis
Obec leží na severním úpatí Plešivecké planiny západně od města Rožňava. K obci patří místní část Na Lazec.

## Dějiny
Honce vznikly jako hornická osada ve 13. století na území Štítnika, po Bebekovcích byla ve vlastnictví Andrášiovců, v 16. století byla obec poplatná Turkům. Obyvatelstvo se zabývalo zemědělstvím, chovem ovcí, doplňkově uhlířstvím a povoznictvím.

## Kultura a zajímavosti

### Památky
- Evangelický kostel, jednolodní barokně-klasicistní stavba s pravoúhle ukončeným presbytářem a představenou věží z roku 1803. Interiér je zaklenut pruskými klenbami. Nachází se zde pozdně oltář, polychromovaná sloupová architektura z poloviny 18. století, upravený v roce 1803. V prostřední nice se nachází plastika Ukřižovaný, po bocích apoštolové Peter a Pavel. Kazatelna je neobarokní z druhé poloviny 19. století. Fasády kostela jsou členěny lizénami. Moderní věž s vročením 1958 je ukončena korunní římsou s terčíkem a jehlancovou helmicí.

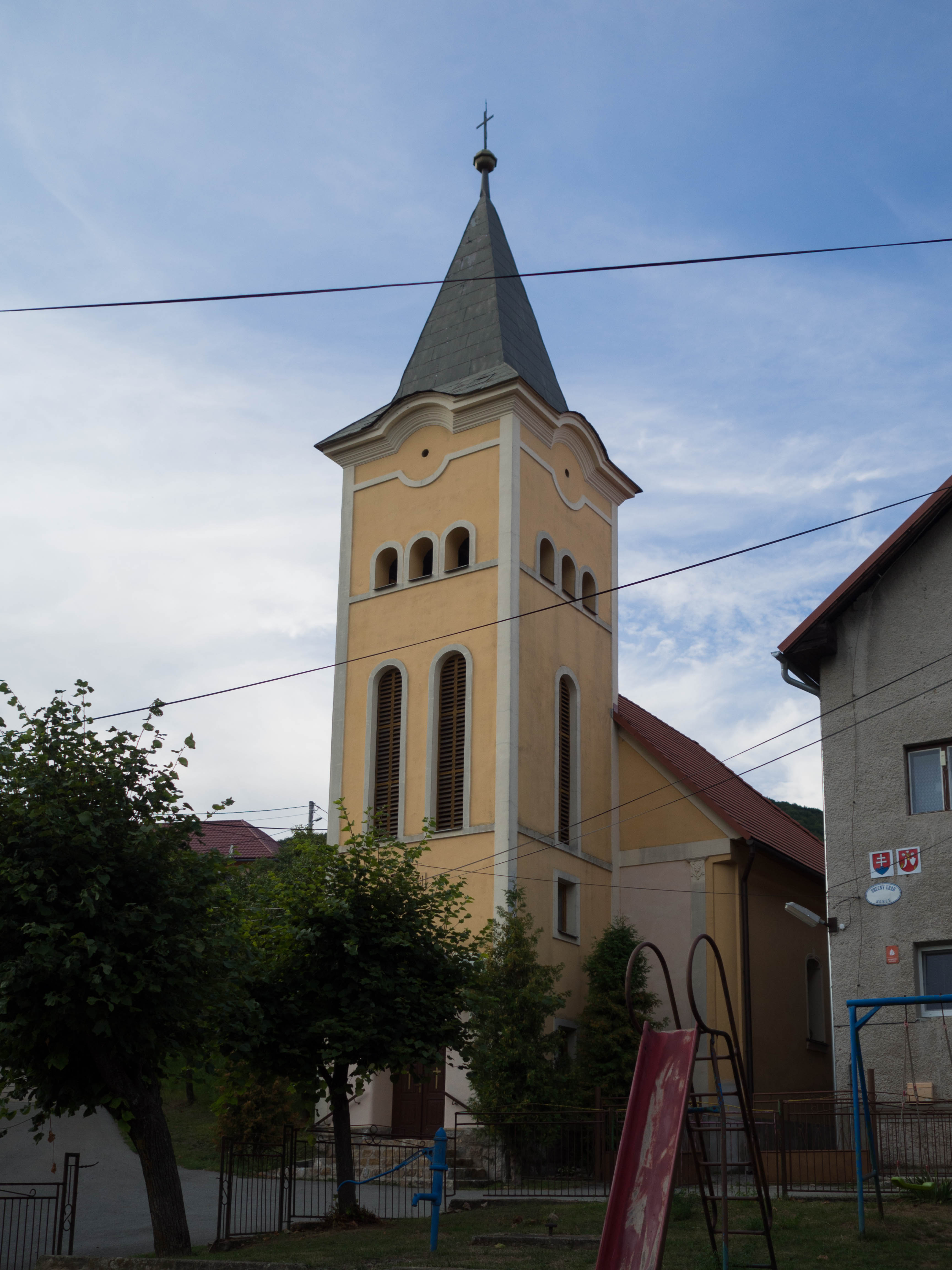
Evangelický kostel
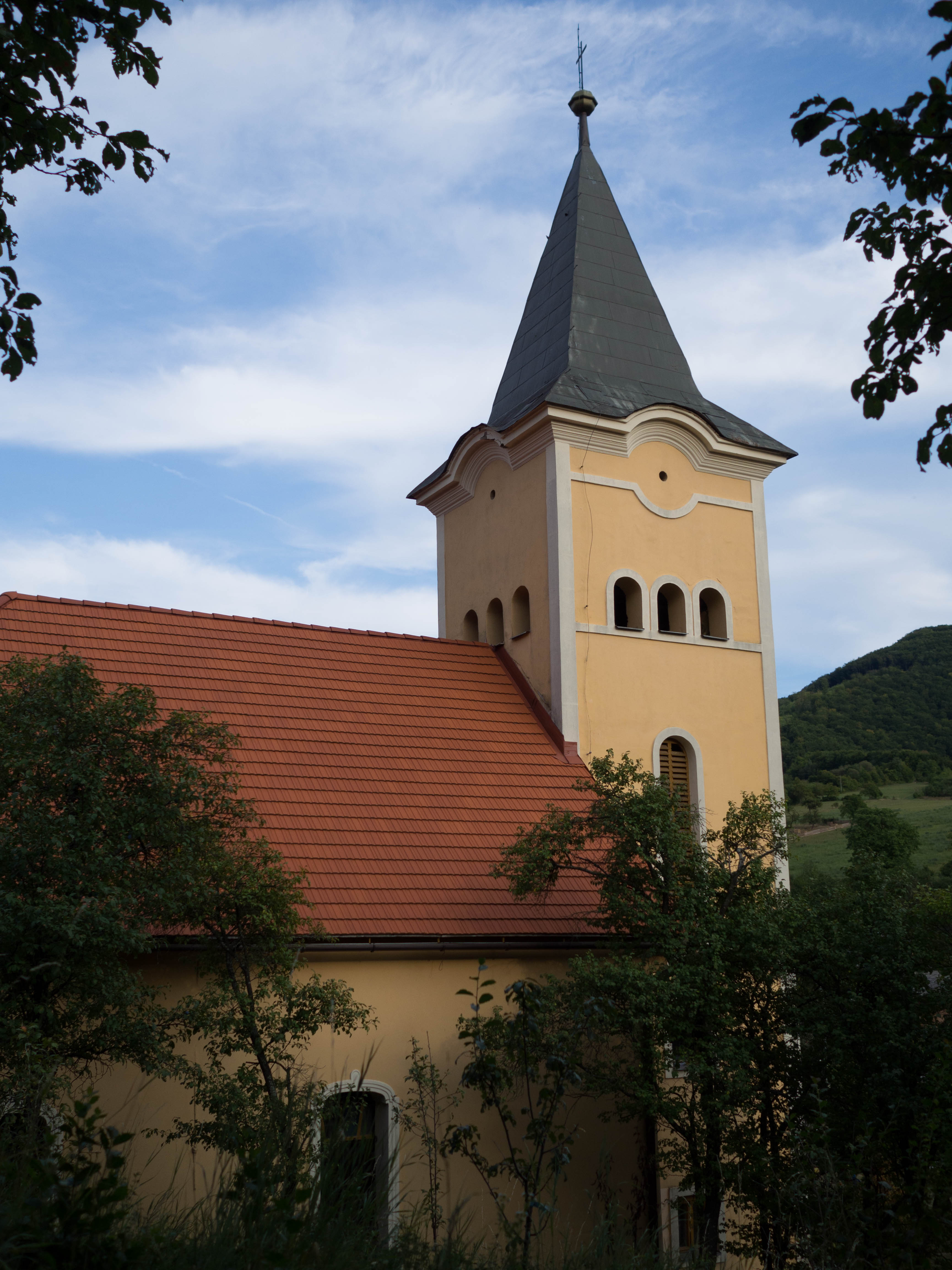